# 駐日トーゴ大使館
駐日トーゴ共和国大使館（ちゅうにちトーゴきょうわこくたいしかん）は、トーゴが日本の首都東京に設置している大使館である。
2016年8月に開館した。開館以来一度も特命全権大使が着任しておらず、日本の在外公館で言うところの兼勤駐在官事務所に相当する。

## 所在地
東京都目黒区八雲2-2-4

## 大使
特命全権大使は開館以来一度も着任していない。
2022年11月25日より、ムヴィ・ドジヴィ・エヴァ・ケケリ一等参事官が臨時代理大使を務めている。